# Nasser Hejazi
Nasser Hejazi (Teheran, 19 dicembre 1949 – Teheran, 23 maggio 2011) è stato un allenatore di calcio e calciatore iraniano, di ruolo portiere.
Soprannominato Ostureh (La leggenda), è morto nel 2011 a causa di un cancro ai polmoni. È considerato il più grande portiere iraniano e asiatico di tutti i tempi.

## Carriera
Ha disputato 62 partite con la Nazionale di calcio dell'Iran, vincendo due Coppe d'Asia (nel 1972 e nel 1976) e il torneo calcistico dei Giochi Asiatici nel 1974, oltre a partecipare al torneo olimpico del 1976 e al campionato del mondo 1978.

## Palmarès

### Giocatore

#### Club
- Campionato di calcio iraniano: 1

Taj: 1974
- Coppa dei Campioni d'Asia: 1

Taj: 1970

#### Nazionale
- Coppa d'Asia: 2

Thailandia 1972
Iran 1976
- Giochi Asiatici: 1

Teheran 1974

### Allenatore
- Campionato di calcio iraniano: 1

Esteghlal: 1997-1998